# Oque
L'Oque (grec: Όχη) és una muntanya a l'extrem sud-est de l'illa d'Eubea, a Grècia. Té una altitud màxima de 1.398 m. Hi ha boscos als vessants del nord, mentre que la major part de la muntanya és coberta de pasturatges i arbusts. És a 6 km al nord-est de la ciutat costanera de Carist, a 90 km al sud-est de la capital de l'illa, Calcis, i a 65 km a l'est d'Atenes. A l'antiguitat hi havia un santuari dedicat a Hera.
Al cim de l'Oque hi ha una de les cases de dracs més ben conservades, de 48 m² de superfície i una alçada de 2,4 m, descoberta pel geòleg britànic John Hawkins el 21 d'octubre de 1797. Les excavacions fetes el 1959 a l'Oque trobaren fragments de ceràmica de l'època hel·lenística i gelosies, una de les quals conté un text en una escriptura desconeguda, peces que actualment es conserven al Museu Arqueològic de Carist.